# Distretto di Kotido
Il distretto di Kotido è un distretto dell'Uganda, situato nella Regione settentrionale.